# Ratpenat cuallarg de musell pla
El ratpenat cuallarg de musell pla (Cynomops planirostris) és una espècie de ratpenat de la família dels molòssids, que viu a Sud-amèrica i Centreamèrica.